# Bokito (gorille)
Pour les articles homonymes, voir Bokito.
Bokito (né le 14 mars 1996 et décédé le 4 avril 2023) est un gorille mâle de l'ouest né en captivité, qui a passé la majorité de sa vie au zoo de Diergaarde Blijdorp à Rotterdam, aux Pays-Bas. Le 18 mai 2007, il a fait l'objet d'une forte médiatisation après s'être échappé de son enclos et avoir enlevé et gravement blessé une visiteuse. 
Bokito est né au Zoologischer Garten de Berlin, en Allemagne. Il est abandonné par sa mère à la naissance, et est donc pris en charge par des soigneurs humains. Pour éviter tout risque de consanguinité, il est transféré à Rotterdam en août 2005, où a lieu un incident de mutilation.
En novembre 2021, Bokito et d'autres gorilles de sa famille ont été infectés par le coronavirus.

## Incidents
À la mi-2004, Bokito s'est échappé de son enclos à Berlin et a escaladé le mur de 3 mètres de haut (9,8 pieds). Il a été raccompagné dans son enclos sans autre incident.
Le 18 mai 2007, Bokito a sauté par-dessus le fossé rempli d'eau qui séparait son enclos de Rotterdam du public et a violemment attaqué une femme, la traînant sur des dizaines de mètres et lui infligeant des fractures osseuses ainsi que plus d'une centaine de morsures. Il est ensuite entré dans un restaurant voisin, semant la panique parmi les visiteurs. Au cours de cette rencontre, trois autres personnes ont été blessées en raison de la panique. Bokito a finalement été endormi à l'aide d'un pistolet tranquillisant et remis dans sa cage,.
La femme attaquée était une habituée de l'enclos des grands singes, qu'elle visitait en moyenne quatre fois par semaine. Elle avait l'habitude de toucher la vitre qui séparait le public des gorilles, tout en établissant un contact visuel avec Bokito et en lui souriant. Bien que le sourire soit souvent associé à un comportement soumis ou non agressif chez les gorilles, le contact visuel est une pratique déconseillée par les primatologues, car les singes sont susceptibles d'interpréter le contact visuel comme un défi ou une forme d'agressivité. Les employés du zoo l'avaient déjà mise en garde contre cette pratique, mais elle a continué, affirmant avoir un lien spécial avec lui : dans une interview accordée à De Telegraaf, elle a déclaré : "Quand je lui souris, il me sourit en retour",. 

## Après l'évasion
La semaine suivant l'évasion de Bokito, une compagnie d'assurance santé locale a sponsorisé la production de 2 000 BokitoKijkers ("visionneurs de Bokito"), des visières en papier qui dissimulent la direction du regard du porteur. Les visières ont été conçues par l'agence de publicité DDB Worldwide et ont remporté un Lion de bronze pour leur stratégie de communication au Festival international de la créativité de 2008  et un Eurobest d'argent au Festival européen de la publicité Eurobest 2007.
Le mot "bokitoproof", qui signifie "suffisamment durable pour résister aux actions d'un gorille enragé" et, par extension, "suffisamment durable pour résister aux actions d'une situation extrême non spécifique", a été élu mot de l'année 2007 aux Pays-Bas,.

## Progéniture
Bokito est le mâle dominant de son groupe de gorilles. Il a jusqu'à présent engendré cinq petits, avec deux femelles de son groupe, nées entre octobre 2006 et juillet 2011. Le principal prétendant au titre de mâle dominant, Dango, a été transféré au zoo de Shanghai en 2007 avec ses deux compagnes.

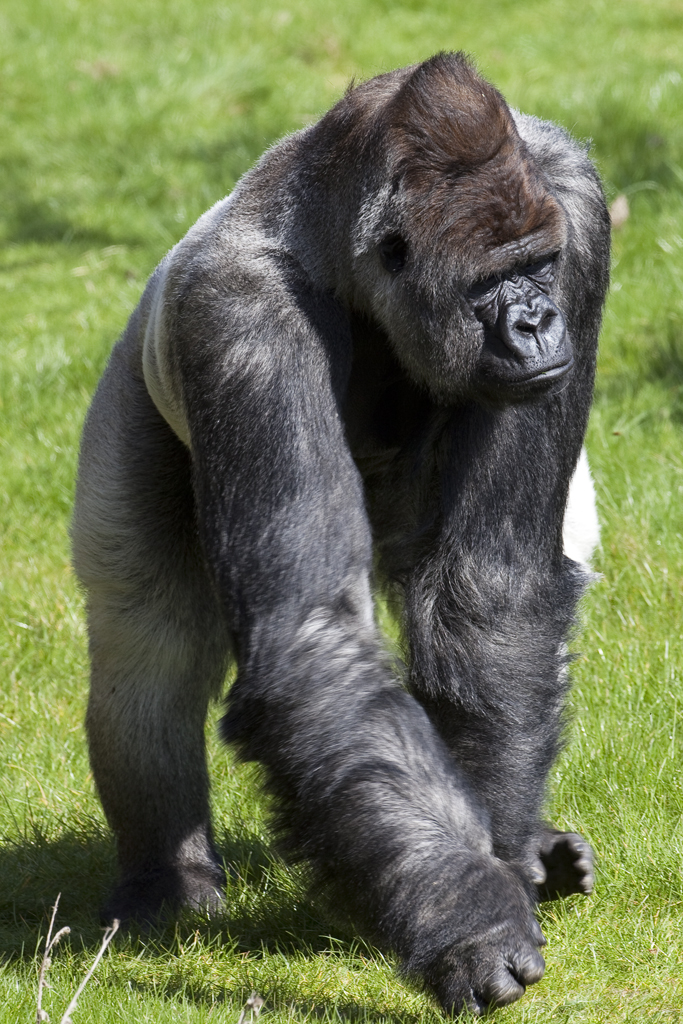
Bokito